# Вячеслав Константинович
Вячеслав Константинович (1 (13) июля 1862, Варшава, Царство Польское — 15 (27) февраля 1879, Санкт-Петербург) — великий князь, младший сын Константина Николаевича и Александры Иосифовны.

## Биография
Вячеслав родился в Варшаве, где находились его родители, прибывшие в польскую столицу 20 июня 1862 года в связи с назначением великого князя наместником Царства Польского. Вероятно, этим и объясняется появление в семье Романовых такого редкого для них славянского имени. По случаю рождения великого князя Вячеслава были отслужены благодарственные молебны в православном храме и католическом соборе Святого Иоанна Крестителя. Он был последним ребёнком в семье, в которой уже было пятеро детей. Мальчик с раннего детства отличался слабым здоровьем, часто болел.
Вячеслав Константинович запомнился всем, кто его знал, очень милым и приятным в общении человеком, проявлявшим немалые музыкальные дарования.
Обладая высоким ростом, он как-то в шутку сказал, что, когда умрет, его гроб застрянет в дверях Мраморного дворца. Так оно и случилось, когда в 16-летнем возрасте великий князь скончался от менингита.
Романтический памятник юному князю находится в районе Двенадцати дорожек Павловского парка. Это единственный памятник великому князю. Он был установлен в 1881 г. и представляет собой коленопреклоненную фигуру скорбящего ангела, изготовленную из мрамора и стоящую на большом валуне. Над памятником возведена ажурная металлическая беседка.
С течением времени фигура ангела серьёзно пострадала. В 2012 г. она была демонтирована и увезена на реставрацию, продолжавшуюся до 2018 г. Беседка была разобрана и восстановлена в 2018 г. с заменой некоторых элементов конструкции. Летом 2018 г. состоялось открытие полностью отреставрированного памятника. В целях безопасности открытые проёмы беседки обтянуты металлической сеткой.

## Шеф полков
- С 1862 по 1879 — шеф Гвардейского экипажа
- С 25 марта 1864 года — шеф 21 пехотного Муромского Его Императорского Высочества великого князя Вячеслава Константиновича полка